# Андрей Сладкович
Андрей Сладкович (словац. Andrej Sládkovič; 1820, Крупіна — 1872, Радван над Гроном) — словацький поет, літературний критик і перекладач. Євангеліст.
Народився в родині Андрея Браксаторіса, учителя крупинської народної змішаної школи та Терези (до шлюбу Бартоломейдесова) (Андрей Сладкович — псевдонім поета). Був восьмою дитиною в родині. Дуже молодим втратив матір, а батько одружився вдруге з Елізабетою Кельнеровою й мав з нею ще трьох дітей. Батько був також одним із членів Словенської літературної спілки (виникла в 1812 році), до якої також входили А. Ловіч, В.Табліч тощо.
Вчився спочатку в Петровчанах, потім — у Банській Штявниці з 1832 року. У ставницькому ліцеї словацькі студенти заснували 1836 року словацьку спільноту. Брав у її роботі активну участь.
У 1839 році давав приватні уроки в родині Павла Пекича та закохався у його доньку Марію. Кохання було нещасливе, Марію примусово видали заміж за багатого пряничника. Марія скоро померла. А нещасливе кохання стало поштовхом до появи поеми «Маріна». З 1840 року Сладкович навчався у Братиславі, де зблизився з Спілкою чехословацької мови та літератури. Першими текстами, які він туди надав, були байки «Ангел Спокою», «Надія та Бретислав», також переклад німецького поета Гердера «Безсмертя» та «До молоді». У 1841 році брав участь у заснуванні «Словенського народного театру».
З 1843 року навчається в університеті в Галлі, де вивчає філософію та теологію. Після цього був вихователем у родині Петра Безега в Рибарах. 1847 року став пастором в Грохоті та одружився з Антоніною Юлією Сековичевою. У революції 1848—1849 років не брав активної участі, але в липні 1849 року був ув'язнений. З 1856 року був пастором в Радвані. Став одним із засновників «Матиці Словенської», керівником її літературно-драматичного відділу, у межах якого оцінював нові праці. З 1860-х років присвятив себе роботі пастиря, релігійним писанням та духовним пісням.
У 1868 році захворів «легеневою водянкою», від якої за чотири роки помер.

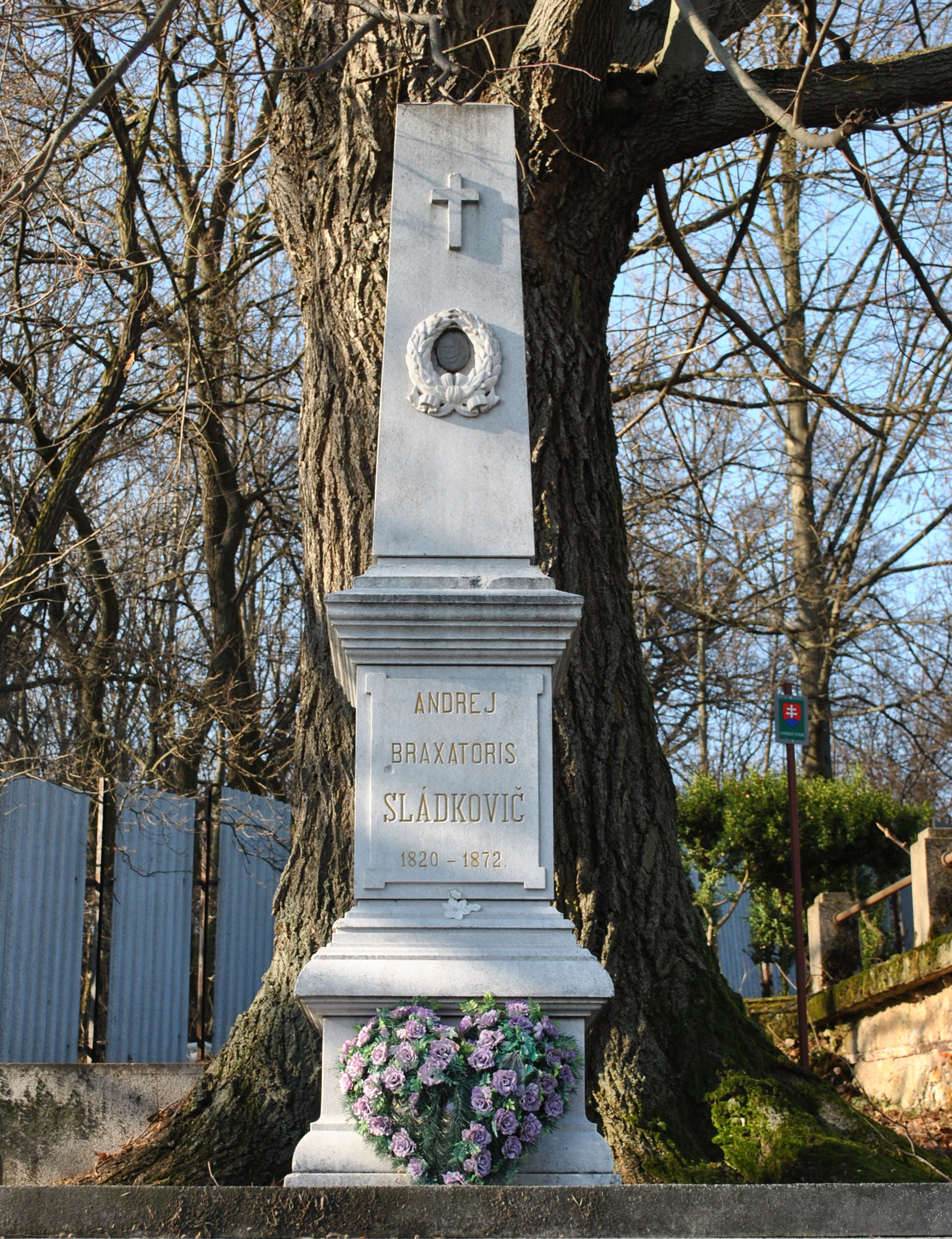
Надгробний камінь A. Сладковіча на євангелістському кладовищі в Радвані